# Xét xử động vật

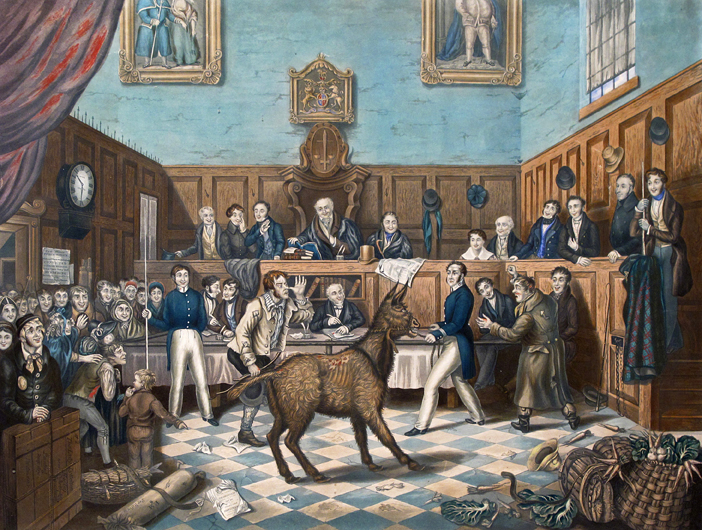
Phiên tòa xét xử một con lừa

Xét xử động vật (Animal trial) hay phiên tòa xét xử động vật là hoạt động xét xử bằng hình thức phiên tòa hình sự có đối tượng bị cáo buộc, quy kết và bị xét xử là những động vật không phải con người. Trong lịch sử luật pháp, những phiên tòa kiểu như vậy được ghi nhận là đã diễn ra ở Châu Âu từ thế kỷ XIII cho đến thế kỷ XVIII. Tại châu Âu thời Trung cổ, động vật nuôi hoặc sâu bọ phá hoại mùa màng có thể bị đưa ra xét xử theo thủ tục tố tụng như con người. Các loài động vật, bao gồm cả côn trùng, phải đối mặt với khả năng bị buộc tội trong vài thế kỷ trên nhiều vùng của châu Âu. Trong thời hiện đại ngày nay, trong hầu hết các hệ thống tư pháp hình sự, người ta coi những sinh vật không phải là con người thì bị thiếu quyền tự quyết về mặt đạo đức và do đó không thể bị quy tội cho một hành vi của nó. 

## Luận thuyết
Theo Giáo hội thời kỳ Trung Cổ thì thú vật dễ bị cái xấu và cái ác (quỹ Satan, ác quỹ, hung thần) tiêm nhiễm, xúi giục thực hiện hành vi độc ác và hắc ám, nếu không được xử lý sẽ thu hút quỷ dữ và làm tổn hại tới cộng đoàn. Việc đưa con vật ra xét xử là nhằm mục đích ngăn chặn tà ác nên cần được thực hiện nghiêm túc, đúng thủ tục tố tụng như con người. Các bị cáo là động vật vẫn phải xuất hiện trước cả tòa án giáo hội và thế tục dù chúng chẳng hiểu chuyện gì, và các tội danh chống lại nhà thờ và thế tục sẽ có mức hình phạt dao động từ khung tội giết người đến những không tội gây thiệt hại cấu thành tội hình sự (phá hoại). Các nhân chứng là con người thường được dự khán và phát biểu tại các tòa án giáo hội (điều này không diễn ra ở các tòa án thế tục).
Về phương diện pháp lý, đối với các động vật, chúng chỉ làm theo bản năng, tập tính, hoặc theo thói quen, theo mệnh lệnh mà không có ý thức rõ ràng cho nên sẽ thiếu yếu tố cấu thành tội phạm, do đó việc xét xử cũng không mang ý nghĩa. Kỷ lục sớm nhất còn tồn tại về một phiên tòa xét xử động vật là vụ hành quyết một con lợn vào năm 1266 tại Fontenay-aux-Roses, những phiên tòa như vậy vẫn là một phần của một số hệ thống pháp luật châu Âu cho đến thế kỷ XVIII, một số phiên tòa xét xử động vật diễn ra như lợn giết người, gà trống đẻ trứng và có con vật bị xử tử vì tội ác gây ra. Nhiều trường hợp trong số này được EP Evans viết trong cuốn sách có tựa đề "The Criminal Prosecution and Capital Punishment of Animals".
Tới thời kỳ Khai sáng, triết gia René Descartes lập luận rằng loài vật chỉ biết phản ứng theo bản năng sinh học, không có khả năng tự quyết đạo đức nên việc đưa chúng ra xét xử là vô nghĩa. Các phiên tòa xét xử con vật dần đi vào quên lãng. Vào năm 1871, Charles Darwin phát hiện ra loài vật có bản năng xã hội rõ rệt, chắc chắn chúng sẽ hình thành ý thức đạo đức hoặc lương tâm. Dù đối lập với René Descartes, tư tưởng này không được coi là căn cứ giúp các phiên tòa xét xử loài vật tái xuất hiện. Người dân thời kỳ này không còn sợ hãi cái xấu mơ hồ như trước, họ càng ý thức được cần phải đối xử nhân đạo với loài vật và từ đó, nhiều đạo luật chống lại hành vi ngược đãi động vật dần được ban hành.

## Trình tự
Xuất hiện từ năm 824 tới giữa thế kỷ XVIII, những phiên tòa xét xử loài vật như trên không phải cảnh tượng hiếm gặp tại châu Âu với ít nhất 85 phiên tòa xét xử động vật diễn ra trong thời Trung cổ. Những phiên tòa xét xử động vật được tổ chức công khai và có cả hội đồng xét xử. Thẩm quyền xét xử của tòa án tùy vào bị cáo. Các động vật được đưa ra xét xử hầu như là những con vật đã được thuần hóa (thường là lợn, nhưng cũng có thể là bò đực, ngựa và bò cái) hoặc động vật gây hại như chuột và sâu mọt. Thống kê cho thấy, loài động vật phạm tội và bị đưa ra xét xử nhiều nhất là lợn, những con lợn thường bị buộc tội vì tấn công người, thậm chí là ăn thịt trẻ em hay một số bộ phận cơ thể người, điển hình là sự việc diễn ra năm 1386 khi một con lợn ở Pháp bị xử tử vì tội giết người.

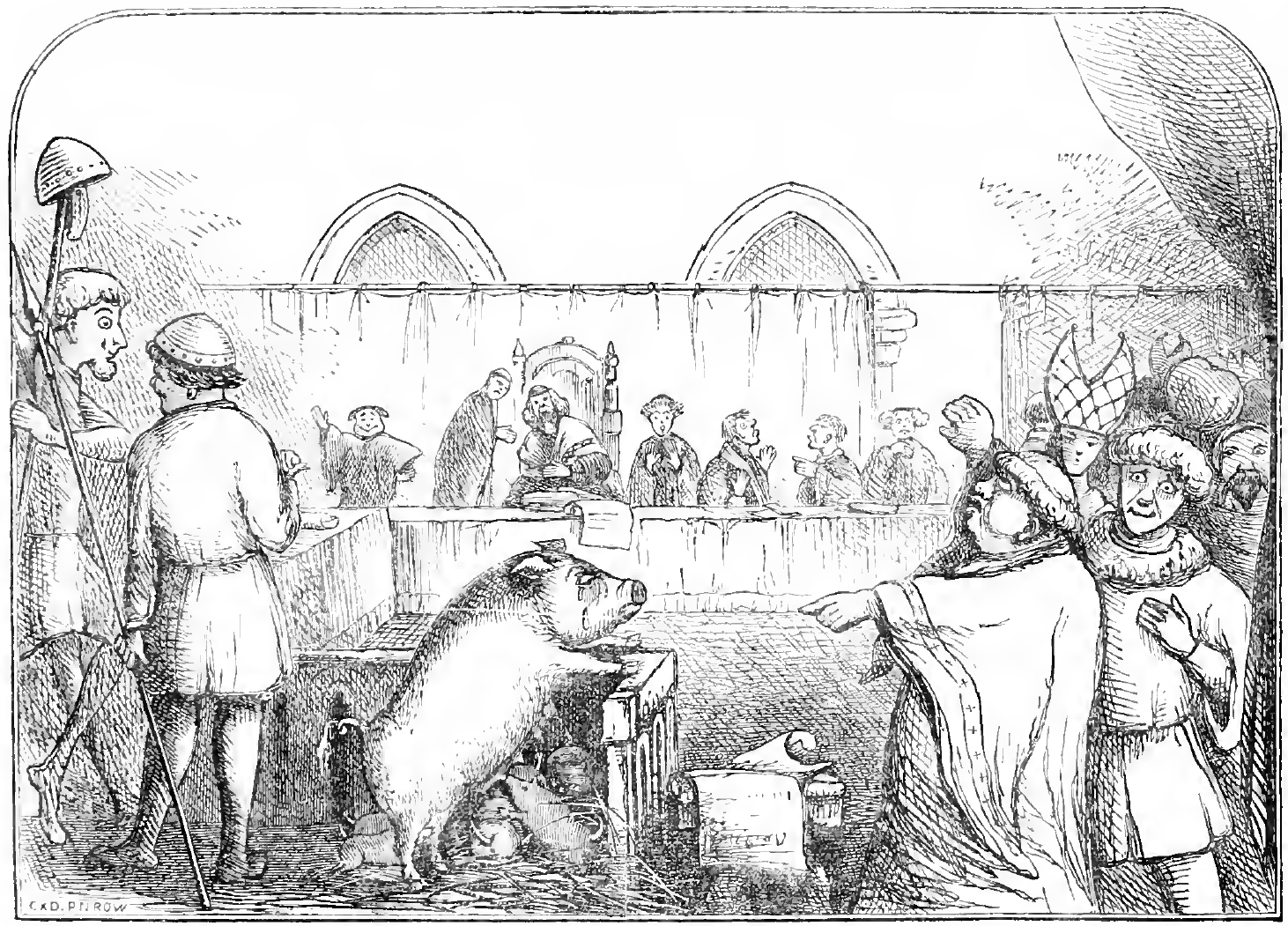
Phiên tòa xét xử một con lợn

Tội phạm do vật nuôi (như chó, lợn, bò) gây ra sẽ được xét xử tại tòa án phi tôn giáo vì chúng phục dịch con người, có thể bị bắt giữ, xét xử, kết án, và xử tử (thường bằng cách treo cổ hoặc thiêu sống). Tội phạm do loài gặm nhấm (như chuột) hoặc sâu bọ (như châu chấu, mọt ngũ cốc) sẽ do tòa án Giáo hội truy cứu vì chúng không thuộc quyền kiểm soát của con người, chỉ có quyền năng của giáo hội mới có thể can thiệp và ngăn chặn chúng gây hại cho mùa màng. Nếu một con vật nuôi bị nghi ngờ phạm tội nghiêm trọng thì đều sẽ bị đưa ra xét xử. Nếu bị kết tội, giới tăng lữ sẽ áp lệnh rút phép thông công hoặc lời nguyền, được cho là khiến con vật bị đẩy lùi hoặc chết. Nếu bị kết án, thông thường một con vật sẽ bị hành quyết hoặc bị đày ải. Đa số những con lợn phạm tội nghiêm trọng như trên đều đối mặt với bản án nghiêm khắc là tử hình, chúng thường bị treo cổ đến chết hoặc buộc chặt vào cọc rồi thiêu sống.
Bên cạnh tử hình hoặc nguyền rủa, các tòa án cũng có những hình thức xử lý nhẹ hơn, ví dụ như chuột có thể được gửi thư nhắc nhở nhẹ nhàng, lợn bị tuyên treo cổ nhưng được giảm án xuống chỉ còn bị gõ vào đầu. Bản án của tòa cấp dưới đôi khi được kháng cáo lên tòa cấp trên hoặc xin ân giảm từ Công tước (người đứng đầu một phương, chỉ dưới vua). Nếu thành công, hình phạt có thể được bãi bỏ hoặc giảm nhẹ.  Dù đa số các con vật bị đưa ra xét xử đều bị kết tội, số phiên tòa mà bị cáo được tuyên vô tội cũng không phải hiếm gặp như năm 1587, bầy mọt ngũ cốc bị cáo buộc phá hoại vườn nho ở xã St. Julien của Pháp song đã thoát tội vì được cho là chỉ đang thực hiện quyền ăn uống hợp với lẽ tự nhiên. Vào năm 1750, một con lừa cái đã được tha bổng vì tội thú tính do những người chứng kiến biện hộ rằng nó có đức tính tốt và hành vi tốt trong khi người đồng phạm của nó bị kết án tử hình. 

## Các vụ án

### Xét xử chuột
Một vụ án xét xử chuột được diễn ra vào năm 1508, cánh đồng lúa mạch của dân làng Atun (Pháp) bị đàn chuột phá hoại. Người làng khởi kiện đàn chuột ra tòa án giáo hội vì hành vi phá hủy vô cớ mùa màng. Giám mục phụ trách phiên tòa giao nghĩa vụ bảo vệ lợi ích của đàn chuột cho luật sư trẻ tuổi Bartholomew Chassenée. Trước phiên xét xử, dân làng dựng biển trên đường với nội dung triệu tập đàn chuột tới trước tòa án giáo hội để nghe hạch tội. Vào ngày xét xử, đàn chuột không xuất hiện khiến bên buộc tội đề nghị xét xử vắng mặt. Bartholomew phản đối vì bị đơn không phải chỉ là một con chuột mà cả đàn sống rải rác khắp khu vực nên lệnh triệu tập đầu tiên không thể tiếp cận tới mọi con chuột.
Giám mục đồng ý với lập luận của Bartholomew và cho tạm hoãn phiên tòa cho tới khi giấy triệu tập phù hợp được tống đạt xong. Theo yêu cầu của giám mục, giấy triệu tập sẽ được dán trong mọi nhà thờ của các làng bên cạnh để đảm bảo cả đàn chuột biết nghĩa vụ hầu tòa. Ngày xét xử tiếp theo, đàn chuột lại tiếp tục vắng mặt. Luật sư chỉ ra rằng để tới được địa điểm xét xử, đàn chuột sẽ phải ra ngoài không gian mở, nơi chó và mèo sẵn sàng tấn công. Như vậy, thân chủ mình không có nghĩa vụ phải tuân theo trát hầu tòa nếu việc ấy gây nguy hiểm tới tính mạng. Việc đổi địa điểm xét xử không có tác dụng vì dù ở đâu cũng sẽ rình rập những hiểm nguy như vậy. Một lần nữa, giám mục đồng ý với lập luận của luật sư và ra lệnh hoãn xét xử vô thời hạn và luật sư đã thành công bảo vệ thân chủ là đàn chuột.

### Xét xử gà
Một trong những phiên tòa còn được lưu truyền là khi người dân làng Basel ở Thụy Sĩ đưa một con gà trống ra xét xử vì nghi nó đẻ trứng vào năm 1474, đây là một trường hợp hi hữu diễn ra vào năm 1474. Tòa án kết án một con gà trống phạm tội đẻ trứng đi ngược lại quy luật của tự nhiên. Theo tín ngưỡng thời ấy, trứng gà trống là thành phần trong tà thuật của phù thủy và có thể sinh ra một con Cockatrice nên thời đó, trứng gà trống được cho là thành phần trong tà thuật của phù thủy. Luật sư bào chữa lập luận thân chủ không cố ý đẻ trứng, hơn nữa quả trứng chưa được sử dụng vào việc ác, con gà vì thế không phải chịu trách nhiệm vì chưa có hậu quả. Phía buộc tội phản bác rằng vấn đề vô ý hay cố ý không quan trọng vì quỷ dữ hoàn toàn có thể xâm nhập vào cơ thể bị cáo và đẻ trứng hộ con vật, việc gà trống đẻ trứng trong bất cứ trường hợp nào cũng là điều ác, có thể gây hại tới toàn cộng đồng. Cuối cùng, con gà trống này vẫn bị kết tội và thiêu sống.

### Xét xử khỉ
Theo văn hóa dân gian địa phương, thuật ngữ "Monkey hanger" (tạm dịch: Khỉ treo cổ) bắt nguồn từ một vụ án về một con khỉ bị treo cổ tại Hartlepool ở Anh. Trong chiến tranh Napoléon, một chiến hạm của hải quân Pháp là Chasse-marée bị đắm ở bờ biển Hartlepool. Chỉ còn đúng một con khỉ sống sót, nó mặc trên mình quân phục Pháp để mua vui cho thủy thủ đoàn. Khi tìm thấy con khỉ, một vài người dân địa phương đã tổ chức một cuộc xét xử ngay trên bãi biển; khi mà con khỉ không thể trả lời được bất kỳ câu xét hỏi nào của họ và vì họ chưa từng thấy một con khỉ hay một người Pháp trước đây, họ kết tội con khỉ thực chất là một gián điệp của quân Pháp. Bị phán quyết là có tội, chú khỉ tội nghiệp bị kết án tử hình bằng việc treo cổ trên bãi biển.